# Galina Murashova
Galina Murashova (Vilna, Lituania, 22 de diciembre de 1955) fue una atleta soviética, especializada en la prueba de lanzamiento de disco en la que llegó a ser subcampeona mundial en 1983.

## Carrera deportiva
En el Mundial de Helsinki 1983 ganó la medalla de plata en el lanzamiento de disco, con un lanzamiento de 67.44 metros, quedando en el podio tras la alemana Martina Opitz y por delante de la búlgara Mariya Petkova.